# Поттер, Салли
Салли Поттер (англ. Sally Potter, род. 19 сентября 1949 года) — британский кинорежиссёр и сценарист, а также профессиональная танцовщица и хореограф. Лауреат премии Венецианского кинофестиваля за режиссуру фильма «Орландо». Офицер ордена британской империи за заслуги в кино.

## Ранняя жизнь
Салли родилась и выросла в Лондоне. Её мать была учителем музыки, а отец — дизайнером интерьеров и поэтом. Её младший брат Ник стал басистом рок-группы Van der Graaf Generator. На вопрос о прошлом, повлиявшем в той или иной мере на её режиссерскую карьеру, Салли ответила так: «В нём был и атеизм, и анархизм: я выросла в среде, полной вопросов, где ничего нельзя было принимать как должное».

## Карьера
Салли начала снимать фильмы в 14 лет, после того как дядя отдал ей свою 8-миллиметровую камеру. В 16 лет ради кинопроизводства она бросила школу. С 1968 по 1970 год ради денег работала на кухне и, параллельно, на канале BBC. Она присоединилась к Лондонскому кооперативу кинорежиссеров и начала снимать экспериментальные короткометражные фильмы, в числе которых были «Jerk» (1969) и «Play» (1970). Позже Салли поступила в Лондонскую школу современного танца, где училась как на танцора, так и на хореографа. В фильме «Урок танго», снятом в 1997 году, она впервые выступит в качестве актрисы в своем собственном фильме.
Помимо фильмов, Салли Поттер создавала танцевальные спектакли, в том числе «Combines» (1972), и в какой-то момент основала балетную труппу Limited Dance Company вместе с Джеки Лэнсли.
Салли стала заслуженным театральным режиссером, создав такие шоу как «Верховая езда», «Смерть и дева» и «Берлин». Кроме того, она была членом нескольких музыкальных групп (в том числе Feminist Improvising Group и The Film Music Orchestra), работая в качестве певицы и автора текстов. В той же роли они сотрудничала с композитором Линдси Купер, в цикле песен Oh Moscow, который исполнялся по всей Европе, России и Северной Америке в конце 1980-х годов, после чего был издан для продажи.
Вместе с Дэвидом Моушином Салли создала саундтрек к фильму «Орландо». Она написала партитуру к фильму «Урок танго», для которого также спела финальную песню. Среди фильмов, над которыми Салли работала в качестве композитора (в соавторстве с Фредом Фритом): «Да» (2004) и «Гнев» (2009).
О своей карьере хореографа Поттер как-то сказала следующее: «Хореография была идеальным „бедным театром“. Все, что вам было нужно, — это добровольные тела и немного пространства. Так что именно будучи хореографом, я научилась режиссуре, а, будучи танцором, научилась работать».
Салли вернулась к кинопроизводству, сняв короткометражку «Триллер» (1979), которая стала хитом на международных фестивалях. Затем последовал её первый полнометражный фильм «Золотоискатели» (1983) с Джули Кристи в главной роли. Позже она сняла ещё один короткометражный фильм «Лондонская история» (1986); документальный сериал для 4-го канала под названием «Слезы, смех, страх и ярость» (1986); и «Я и лошадь, я и бык, я и баба, и мужик» (1987), полнометражный документальный фильм о женщинах в советском кино.
Следующий полнометражный фильм Салли «Орландо», основанный на одноимённом романе Вирджинии Вульф, был высоко оценен во всем мире. Главную роль в нём исполнила Тильда Суинтон. В дополнение к двум номинациям на премию Оскар «Орландо» завоевал более 25 международных награды, включая статуэтку Феликс, вручаемую Европейской киноакадемией, призы на кинофестивалях в Санкт-Петербурге, Салониках и др.
Ранее роман «Орландо» считался невозможным для адаптации к экрану, потому что его действие происходит более 400 лет и следует за персонажем, чей пол меняется от мужчины к женщине. Финансирование этой возможности оказалось затруднительным, и потребовалось семь лет, чтобы полностью закончить работу над фильмом. Съемка и монтаж заняли 20 недель. Подготовка к фильму, включая адаптацию романа, поиск денег, локаций и т. д., заняла четыре года. «Орландо» часто называют феминистским фильмом. Однако, режиссер картины не согласна с этим.

«Я пришла к выводу, что не могу использовать этот термин (феминизм) в своей работе. Не из-за отказа от основополагающих принципов, породивших его — приверженность освобождению, достоинству, равенству. Но это стало триггерным словом, которое останавливает мышление людей. Вы буквально видите, как глаза людей стекленеют от усталости, когда оно вспыхивает в разговоре».— Салли Поттер, режиссер фильма «Орландо»
Салли утверждает, что история показывает трудности как мужчины, так и женщины.
В 1996 году она сняла фильм «Урок танго», в котором помимо неё сыграл известный танцор Пабло Верон. Впервые представленный на Венецианском кинофестивале, фильм был удостоен звания Ombú de Oro как лучший фильм на кинофестивале в Мар-дель-Плата, Аргентина; получил награду SADAIC от Аргентинского общества музыкальных авторов и композиторов; а также номинацию в категории «Лучший фильм» от британской академии кино и телевизионных искусств BAFTA и Национального совета кинокритиков США. «Урок танго» — частично автобиографический фильм, основанный на времени, когда Салли и Пабло Верон изучали аргентинское танго для фильма «Гнев». Их профессиональное сотрудничество продолжится во время работы над спектаклем «Кармен» (2007) и фильмом «Человек, который плакал» со звездным актёрским составом в лице Олега Янковского, Джонни Деппа, Кристины Риччи, Кейт Бланшетт и Джона Туртурро. Картина поверствует о судьбе Сюзи, которая оказывается в приемной семье в Англии из-за гонений на евреев. Ей предстоит найти любовь, но больше всего она мечтает найти отца, роль которого и исполнил Янковский.
В 2004 году вышел фильм Салли Поттер «Да» с Джоан Аллен, Симоном Абкаряном и Сэмом Ниллом. Бюджет был скромным, а сценарий — написан стихами.
В 2007 году в Лондонском Колизеуме Салли поставила «Кармен» для Английской национальной оперы.
Фильм Салли Поттер «Гнев» (2009) стал первым в истории, чья премьера состоялась на мобильных телефонах. В картине снялись Джуди Денч, Стив Бушеми, Лили Коул и Джуд Лоу. «Гнев» участвовал в конкурсе на Берлинском кинофестивале в 2009 году и был номинирован на премию Webby Awards за лучшую драму 2010 года.
Седьмым полнометражным фильмом Салли стала «Бомба» с Эль Фаннинг и Элис Энглерт, восьмым — драмеди «Вечеринка», номинированное в 2017 году на «Золотого медведя».
В середине марта 2020 года в мировой прокат вышел фильм Салли Поттер «Неизбранные дороги». Главные роли в картине исполнили Хавьер Бардем, Эль Фаннинг, Сальма Хайек и Лора Линни.

## Связь с СССР
Во время производства "Орландо" Салли с командой посещала Советский Союз не менее тридцати раз. Софи Майер, написавшая книгу о Салли, указывает на ее сильную художественную связь с Советским Союзом и концептуальную близость с идеями, существующими внутри него. Образы советских женщин оказывают воздействие на развитие ее гендерных представлений. В процессе личных исследований в 1987 году был создан документальный фильм "Я и лошадь, я и бык, я и баба, и мужик", благодаря которому британская аудитория смогла ознакомиться с некоторыми советскими картинами, до того закрытыми за железным занавесом. Для создания фильма Салли посещала киноархивы внутри Советского Союза и брала интервью у деятельниц советского киноавангарда.

## Фильмография
- 1979 — Триллер / Thriller
- 1983 — Золотоискатели / The Gold Diggers
- 1986 — Лондонская история / London Story
- 1987 — Я и лошадь, я и бык, я и баба, и мужик / I am an Ox, I am a Horse, I am a Man, I am a Woman
- 1992 — Орландо / Orlando
- 1997 — Урок танго / The Tango Lesson
- 2000 — Человек, который плакал / The Man Who Cried
- 2004 — Да / Yes
- 2009 — Ярость / Rage
- 2012 — Бомба / Ginger & Rosa
- 2017 — Вечеринка / The Party
- 2020 — Неизбранные дороги / The Roads Not Taken

## Награды и номинации

### Награды
- 1984 — Премия Берлинского кинофестиваля — за фильм «Золотоискательницы»
- 1992 — Премии Международного кинофестиваля в Салониках (ФИПРЕССИ и «Золотой Александр») — за фильм «Орландо»
- 1992 — Премия Венецианского кинофестиваля — за фильм «Орландо»
- 1993 — Премия Каталонского международного кинофестиваля — за фильм «Орландо»
- 1994 — Премия «Независимый дух» — за фильм «Орландо»
- 1997 — Премия Международного кинофестиваля в Мар-дель-Плата — за фильм «Урок танго»

### Номинации
- 2000 — Премия Венецианского кинофестиваля — за фильм «Человек, который плакал»
- 2005 — Премия Международного кинофестиваля в Эмдене — за фильм «Да»